# جیم کوییک
جیم کوییک (انگلیسی: Jim Kwik) یک معلم مغز، پادکست، نویسنده و کارآفرین آمریکایی است. او بنیان‌گذار کوییک لرنینگ، یک پلتفرم یادگیری آنلاین است؛ میزبان پادکست کوییک برین و نویسندهٔ کتاب بی حد و مرز، که توسط هی هوس سال ۲۰۲۰ منتشر شده‌است.
کوییک در وستچستر نیویورک به‌دنیا آمد و بزرگ شد. او یک آسیب مغزی در مهد کودک برایش رخ داد، چالش‌های یادگیری قابل توجهی داشت و با خواندن کتاب‌های مصور خواندن و نوشتن را آموخت. او بعداً خود به خود تندخوانی آموخت.